# Agamemnon vengé
Agamemnon vengé est un ballet d'action en 5 actes du danseur et maître de ballet Jean-Georges Noverre (1727-1810). Ce ballet a été créé à Vienne en juin 1772, sur une musique de Franz Aspelmayr. 
Inspiré de la tragédie mythologique des Atrides, et d'Agamemnon. C'est le premier grand ballet héroïque de Noverre.
C'est également l’œuvre d'un poète, Vicente Antonio García de la Huerta, publié en 1760 (Agamemnon vengé, tragédie).